# کاتنوود، شهرستان کلهون، تگزاس
کاتنوود (به انگلیسی: Cottonwood) یک منطقهٔ مسکونی در ایالات متحده آمریکا است که در شهرستان کلهن، تگزاس واقع شده‌است. کاتنوود ۶۵ نفر جمعیت دارد.